# Luther Vandross/Diskografie
Diese Diskografie ist eine Übersicht über die musikalischen Werke des US-amerikanischen R&B-Sängers Luther Vandross. Den Schallplattenauszeichnungen zufolge hat er bisher mehr als 37,6 Millionen Tonträger verkauft, davon alleine in seiner Heimat über 32,4 Millionen. Seine erfolgreichste Veröffentlichung ist das Album The Best of Luther Vandross... The Best of Love mit mehr als drei Millionen verkauften Einheiten.

## Alben

### Studioalben
| Jahr | Titel Musiklabel                           | Höchstplatzierung, Gesamtwochen, AuszeichnungChartplatzierungen (Jahr, Titel, Musiklabel, Platzierungen, Wochen, Auszeichnungen, Anmerkungen) | Höchstplatzierung, Gesamtwochen, AuszeichnungChartplatzierungen (Jahr, Titel, Musiklabel, Platzierungen, Wochen, Auszeichnungen, Anmerkungen) | Höchstplatzierung, Gesamtwochen, AuszeichnungChartplatzierungen (Jahr, Titel, Musiklabel, Platzierungen, Wochen, Auszeichnungen, Anmerkungen) | Höchstplatzierung, Gesamtwochen, AuszeichnungChartplatzierungen (Jahr, Titel, Musiklabel, Platzierungen, Wochen, Auszeichnungen, Anmerkungen) | Höchstplatzierung, Gesamtwochen, AuszeichnungChartplatzierungen (Jahr, Titel, Musiklabel, Platzierungen, Wochen, Auszeichnungen, Anmerkungen) | Anmerkungen                                                             |
| Jahr | Titel Musiklabel                           | DE | AT | CH | UK | US | Anmerkungen                                                             |
| ---- | ------------------------------------------ | --- | --- | --- | --- | --- | ----------------------------------------------------------------------- |
| 1981 | Never Too Much Epic Records                | — | — | — | UK41 (30 Wo.)UK | US19 ×2Doppelplatin · (36 Wo.)US | Erstveröffentlichung: 12. August 1981 in UK erst 1987 veröffentlicht    |
| 1982 | Forever, for Always, for Love Epic Records | — | — | — | UK23 Platin · (16 Wo.)UK | US20 Platin · (36 Wo.)US | Erstveröffentlichung: 21. September 1982 in UK erst 1987 veröffentlicht |
| 1983 | Busy Body Epic Records                     | — | — | — | UK42 (12 Wo.)UK | US32 Platin · (41 Wo.)US | Erstveröffentlichung: 25. November 1983                                 |
| 1985 | The Night I Fell in Love Epic Records      | — | — | — | UK19 (10 Wo.)UK | US19 ×2Doppelplatin · (56 Wo.)US | Erstveröffentlichung: 8. März 1985                                      |
| 1986 | Give Me the Reason Epic Records            | — | — | — | UK3 ×2Doppelplatin · (99 Wo.)UK | US14 ×2Doppelplatin · (53 Wo.)US | Erstveröffentlichung: 26. September 1986                                |
| 1988 | Any Love Epic Records                      | — | — | — | UK3 Gold · (22 Wo.)UK | US9 Platin · (33 Wo.)US | Erstveröffentlichung: 20. September 1988                                |
| 1991 | Power of Love Epic Records                 | — | AT34 (2 Wo.)AT | — | UK9 Silber · (9 Wo.)UK | US7 ×2Doppelplatin · (60 Wo.)US | Erstveröffentlichung: 26. April 1991                                    |
| 1993 | Never Let Me Go Epic Records               | — | — | — | UK11 (5 Wo.)UK | US6 Platin · (28 Wo.)US | Erstveröffentlichung: 26. Mai 1993                                      |
| 1994 | Songs Epic Records                         | DE24 (13 Wo.)DE | AT27 (6 Wo.)AT | CH20 (8 Wo.)CH | UK1 Platin · (28 Wo.)UK | US5 ×2Doppelplatin · (37 Wo.)US | Erstveröffentlichung: 20. September 1994                                |
| 1995 | This Is Christmas Epic Records             | — | — | — | — | US28 Platin · (8 Wo.)US | Erstveröffentlichung: 18. Oktober 1995                                  |
| 1996 | Your Secret Love Epic Records              | — | — | — | UK14 Silber · (4 Wo.)UK | US9 Platin · (28 Wo.)US | Erstveröffentlichung: Oktober 1996                                      |
| 1998 | I Know Virgin Records                      | — | — | — | UK42 (1 Wo.)UK | US26 Gold · (15 Wo.)US | Erstveröffentlichung: 11. August 1998                                   |
| 2001 | Luther Vandross J Records                  | — | — | — | — | US6 Platin · (41 Wo.)US | Erstveröffentlichung: 19. Juni 2001                                     |
| 2002 | Dance with My Father J Records             | — | — | — | UK41 Gold · (15 Wo.)UK | US1 ×2Doppelplatin · (61 Wo.)US | Erstveröffentlichung: 10. Juni 2003 Grammy (Bestes R&B-Album)           |

grau schraffiert: keine Chartdaten aus diesem Jahr verfügbar

### Livealben
| Jahr | Titel Musiklabel                                           | Höchstplatzierung, Gesamtwochen, AuszeichnungChartplatzierungen (Jahr, Titel, Musiklabel, Platzierungen, Wochen, Auszeichnungen, Anmerkungen) | Höchstplatzierung, Gesamtwochen, AuszeichnungChartplatzierungen (Jahr, Titel, Musiklabel, Platzierungen, Wochen, Auszeichnungen, Anmerkungen) | Höchstplatzierung, Gesamtwochen, AuszeichnungChartplatzierungen (Jahr, Titel, Musiklabel, Platzierungen, Wochen, Auszeichnungen, Anmerkungen) | Höchstplatzierung, Gesamtwochen, AuszeichnungChartplatzierungen (Jahr, Titel, Musiklabel, Platzierungen, Wochen, Auszeichnungen, Anmerkungen) | Höchstplatzierung, Gesamtwochen, AuszeichnungChartplatzierungen (Jahr, Titel, Musiklabel, Platzierungen, Wochen, Auszeichnungen, Anmerkungen) | Anmerkungen                            |
| Jahr | Titel Musiklabel                                           | DE | AT | CH | UK | US | Anmerkungen                            |
| ---- | ---------------------------------------------------------- | --- | --- | --- | --- | --- | -------------------------------------- |
| 2003 | Luther Vandross Live: Radio City Music Hall 2003 J Records | — | — | — | — | US22 (5 Wo.)US | Erstveröffentlichung: 14. Oktober 2003 |

### Kompilationen
| Jahr | Titel Musiklabel                                             | Höchstplatzierung, Gesamtwochen, AuszeichnungChartplatzierungen (Jahr, Titel, Musiklabel, Platzierungen, Wochen, Auszeichnungen, Anmerkungen) | Höchstplatzierung, Gesamtwochen, AuszeichnungChartplatzierungen (Jahr, Titel, Musiklabel, Platzierungen, Wochen, Auszeichnungen, Anmerkungen) | Höchstplatzierung, Gesamtwochen, AuszeichnungChartplatzierungen (Jahr, Titel, Musiklabel, Platzierungen, Wochen, Auszeichnungen, Anmerkungen) | Höchstplatzierung, Gesamtwochen, AuszeichnungChartplatzierungen (Jahr, Titel, Musiklabel, Platzierungen, Wochen, Auszeichnungen, Anmerkungen) | Höchstplatzierung, Gesamtwochen, AuszeichnungChartplatzierungen (Jahr, Titel, Musiklabel, Platzierungen, Wochen, Auszeichnungen, Anmerkungen) | Anmerkungen                                                         |
| Jahr | Titel Musiklabel                                             | DE | AT | CH | UK | US | Anmerkungen                                                         |
| ---- | ------------------------------------------------------------ | --- | --- | --- | --- | --- | ------------------------------------------------------------------- |
| 1989 | The Best of Luther Vandross... The Best of Love Epic Records | — | — | — | UK14 (23 Wo.)UK | US26 ×3Dreifachplatin · (51 Wo.)US | Erstveröffentlichung: 4. Oktober 1989                               |
| 1995 | Greatest Hits 1981–1995 Epic Records                         | DE82 (5 Wo.)DE | — | — | UK12 Gold · (14 Wo.)UK | — | Erstveröffentlichung: 16. Oktober 1995                              |
| 1997 | One Night with You – The Best of Love Volume 2 Epic Records  | — | — | — | UK56 (2 Wo.)UK | US44 Platin · (24 Wo.)US | Erstveröffentlichung: 15. September 1997                            |
| 1998 | Love Is on the Way Sony Music Special Products               | — | — | — | — | US— GoldUS | Erstveröffentlichung: 26. Mai 1998                                  |
| 1999 | Greatest Hits Epic Records                                   | — | — | — | — | US— PlatinUS | Erstveröffentlichung: 16. November 1999                             |
| 2001 | The Ultimate Luther Vandross J Records                       | — | — | — | UK10* Platin · (21 Wo.)UK | US— PlatinUS | Erstveröffentlichung: 7. August 2001 * Wiederveröffentlichung: 2006 |
| 2002 | The Essential Luther Vandross Epic Records                   | — | — | — | UK18 Gold · (8 Wo.)UK | US154 Platin · (1 Wo.)US | Erstveröffentlichung: 2. März 2002                                  |
| 2002 | Home for Christmas                                           | — | — | — | — | — | Erstveröffentlichung: 2002                                          |
| 2009 | Lovesongs J Records                                          | — | — | — | UK4 Gold · (9 Wo.)UK | — | Erstveröffentlichung: 29. Januar 2009                               |
| 2012 | Hidden Gems Epic Records                                     | — | — | — | — | — | Erstveröffentlichung: 17. April 2012                                |
| 2012 | The Classic Christmas Album Epic Records                     | — | — | — | — | US138 (5 Wo.)US | Erstveröffentlichung: 2012                                          |
| 2014 | The Greatest Hits Epic Records                               | — | — | — | UK21 Gold · (13 Wo.)UK | — | Erstveröffentlichung: 1. November 2014                              |

## Singles
| Jahr | Titel Album                                                                | Höchstplatzierung, Gesamtwochen, AuszeichnungChartplatzierungen (Jahr, Titel, Album, Platzierungen, Wochen, Auszeichnungen, Anmerkungen) | Höchstplatzierung, Gesamtwochen, AuszeichnungChartplatzierungen (Jahr, Titel, Album, Platzierungen, Wochen, Auszeichnungen, Anmerkungen) | Höchstplatzierung, Gesamtwochen, AuszeichnungChartplatzierungen (Jahr, Titel, Album, Platzierungen, Wochen, Auszeichnungen, Anmerkungen) | Höchstplatzierung, Gesamtwochen, AuszeichnungChartplatzierungen (Jahr, Titel, Album, Platzierungen, Wochen, Auszeichnungen, Anmerkungen) | Höchstplatzierung, Gesamtwochen, AuszeichnungChartplatzierungen (Jahr, Titel, Album, Platzierungen, Wochen, Auszeichnungen, Anmerkungen) | Anmerkungen |
| Jahr | Titel Album                                                                | DE | AT | CH | UK | US | Anmerkungen |
| ---- | -------------------------------------------------------------------------- | --- | --- | --- | --- | --- | --- |
| 1981 | Never Too Much                                                             | — | — | — | UK44 ×2Doppelplatin · (6 Wo.)UK | US33 Platin · (15 Wo.)US | Erstveröffentlichung: 25. November 1981 Remix: 1989 |
| 1982 | Bad Boy / Having a Party Forever, for Always, for Love                     | — | — | — | — | US55 (12 Wo.)US | |
| 1983 | How Many Times Can We Say Goodbye Busy Body                                | — | — | — | — | US27 (13 Wo.)US | mit Dionne Warwick |
| 1984 | Superstar / Until You Come Back to Me (That’s What I’m Gonna Do) Busy Body | — | — | — | — | US87 (4 Wo.)US | |
| 1985 | ’Til My Baby Comes Home The Night I Fell in love                           | — | — | — | — | US29 (16 Wo.)US | mit Orgelsolo von Billy Preston |
| 1986 | Give Me the Reason                                                         | — | — | — | UK60 (5 Wo.)UK | US57 (11 Wo.)US | Film: Die unglaubliche Entführung der verrückten Mrs. Stone |
| 1986 | Stop to Love Give Me the Reason                                            | — | — | — | UK24 (7 Wo.)UK | US15 (19 Wo.)US | R&B Nr. 1 |
| 1987 | There’s Nothing Better Than Love Give Me the Reason                        | — | — | — | UK72 (1 Wo.)UK | US50 (14 Wo.)US | R&B Nr. 1 mit Gregory Hines |
| 1987 | See Me Give Me the Reason                                                  | — | — | — | UK60 (4 Wo.)UK | — | |
| 1987 | I Really Didn’t Mean It Give Me the Reason                                 | — | — | — | UK16 (10 Wo.)UK | — | |
| 1987 | So Amazing Give Me the Reason                                              | — | — | — | UK33 (6 Wo.)UK | — | |
| 1988 | Give Me the Reason                                                         | — | — | — | UK26 (6 Wo.)UK | — | Wiederveröffentlichung |
| 1988 | I Gave It Up (When I Fell in Love) Give Me the Reason                      | — | — | — | UK28 (5 Wo.)UK | — | |
| 1988 | Any Love                                                                   | — | — | — | UK31 (4 Wo.)UK | US44 (13 Wo.)US | R&B Nr. 1 |
| 1989 | She Won’t Talk to Me Any Love                                              | — | — | — | UK34 (4 Wo.)UK | US30 (12 Wo.)US | |
| 1989 | Come Back Any Love                                                         | — | — | — | UK53 (3 Wo.)UK | — | |
| 1989 | Never Too Much The Best of Luther Vandross... The Best of Love (Remix)     | — | — | — | UK33 (7 Wo.)UK | — | Original: 1981 |
| 1989 | Here and Now The Best of Luther Vandross... The Best of Love               | — | — | — | UK43 (3 Wo.)UK | US6 Platin · (27 Wo.)US | Grammy (Beste männliche Gesangsdarbietung – R&B); R&B Nr. 1 |
| 1991 | Power of Love – Love Power Power of Love                                   | — | — | — | UK46 (5 Wo.)UK | US4 (18 Wo.)US | Erstveröffentlichung: 15. April 1991 2 Grammys (Beste männliche Gesangsdarbietung – R&B / Bester R&B-Song), Background-Sängerinnen u. a. Cissy Houston, Darlene Love, Lisa Fischer; Remix: 1995, R&B Nr. 1 |
| 1991 | Don’t Want to Be a Fool Power of Love                                      | — | — | — | — | US9 (20 Wo.)US | |
| 1992 | The Rush Power of Love                                                     | — | — | — | UK53 (3 Wo.)UK | US73 (7 Wo.)US | |
| 1992 | The Best Things in Life Are Free –                                         | DE8 (22 Wo.)DE | — | CH32 (7 Wo.)CH | UK2 Silber · (13 Wo.)UK | US10 (20 Wo.)US | Erstveröffentlichung: 12. Mai 1992 Film: Meh’ Geld; R&B Nr. 1; Remix: 1995, mit Janet Jackson, BBD & Ralph Tresvant                                                                                        |
| 1993 | Little Miracles (Happen Every Day) Never Let Me Go                         | — | — | — | UK28 (3 Wo.)UK | US62 (10 Wo.)US | |
| 1993 | Heaven Knows Never Let Me Go                                               | DE69 (3 Wo.)DE | — | — | UK34 (3 Wo.)UK | US94 (3 Wo.)US | |
| 1993 | Love Is on the Way (Real Love) Never Let Me Go                             | — | — | — | UK38 (2 Wo.)UK | — | |
| 1994 | Endless Love Songs                                                         | DE14 (18 Wo.)DE | AT13 (12 Wo.)AT | CH6 (15 Wo.)CH | UK3 Gold · (16 Wo.)UK | US2 Platin · (20 Wo.)US | mit Mariah Carey |
| 1994 | Always and Forever Songs                                                   | — | — | — | UK20 (5 Wo.)UK | US58 (18 Wo.)US | |
| 1995 | Love the One You’re With Songs                                             | DE53 (12 Wo.)DE | — | — | UK31 (4 Wo.)UK | US95 (2 Wo.)US | |
| 1995 | Ain’t No Stoppin’ Us Now Songs                                             | DE82 (10 Wo.)DE | — | — | UK22 (3 Wo.)UK | — | Erstveröffentlichung: 3. April 1995 |
| 1995 | Power of Love – Love Power (Remix) –                                       | — | — | — | UK31 (3 Wo.)UK | — | Original: 1991 |
| 1995 | The Best Things in Life Are Free (Remix) –                                 | — | — | — | UK7 (7 Wo.)UK | — | Original: 1992 |
| 1995 | Every Year, Every Christmas This Is Christmas                              | — | — | — | UK43 (2 Wo.)UK | — | |
| 1996 | Your Secret Love                                                           | — | — | — | UK14 (5 Wo.)UK | US52 (13 Wo.)US | Grammy (Beste männliche Gesangsdarbietung – R&B) |
| 1996 | I Can Make It Better Your Secret Love                                      | — | — | — | UK44 (2 Wo.)UK | US80 (10 Wo.)US | |
| 2001 | Take You Out Luther Vandross                                               | — | — | — | UK59 (1 Wo.)UK | US26 (17 Wo.)US | |
| 2002 | I’d Rather Luther Vandross                                                 | — | — | — | — | US83 (20 Wo.)US | |
| 2003 | Dance with My Father                                                       | — | AT42 (2 Wo.)AT | CH50 (1 Wo.)CH | UK21 Platin · (7 Wo.)UK | US38 Platin · (20 Wo.)US | 2 Grammys (Song des Jahres / Beste männliche Gesangsdarbietung – R&B), geschrieben von Richard Marx und Luther Vandross; Background Vocals u. a. Cissy Houston                                             |
| 2006 | Shine The Ultimate Luther Vandross                                         | — | — | — | UK50 (2 Wo.)UK | — | |

## Videoalben
| Jahr | Titel                                    | Höchstplatzierung, Gesamtwochen, AuszeichnungChartplatzierungen (Jahr, Titel, Platzierungen, Wochen, Auszeichnungen, Anmerkungen) | Höchstplatzierung, Gesamtwochen, AuszeichnungChartplatzierungen (Jahr, Titel, Platzierungen, Wochen, Auszeichnungen, Anmerkungen) | Höchstplatzierung, Gesamtwochen, AuszeichnungChartplatzierungen (Jahr, Titel, Platzierungen, Wochen, Auszeichnungen, Anmerkungen) | Höchstplatzierung, Gesamtwochen, AuszeichnungChartplatzierungen (Jahr, Titel, Platzierungen, Wochen, Auszeichnungen, Anmerkungen) | Höchstplatzierung, Gesamtwochen, AuszeichnungChartplatzierungen (Jahr, Titel, Platzierungen, Wochen, Auszeichnungen, Anmerkungen) | Anmerkungen                |
| Jahr | Titel                                    | DE | AT | CH | UK | US | Anmerkungen                |
| ---- | ---------------------------------------- | --- | --- | --- | --- | --- | -------------------------- |
| 1994 | Always And Forever – An Evening of Songs | — | — | — | UK2 (14 Wo.)UK | US— GoldUS | Erstveröffentlichung: 1994 |
| 2004 | From Luther With Love: The Videos        | — | — | — | UK34 (1 Wo.)UK | US— GoldUS | Erstveröffentlichung: 2004 |

Weitere Videoalben
- 1989: Live At Wembley (US: Platin)
- 1992: Best of Luther Vandross (US: Gold)

## Statistik

### Chartauswertung
|                     | DE    | AT    | CH    | UK     | US     |
| ------------------- | ----- | ----- | ----- | ------ | ------ |
| Nummer-eins-Alben   | DE—DE | AT—AT | CH—CH | UK1UK  | US1US  |
| Top-10-Alben        | DE—DE | AT—AT | CH—CH | UK6UK  | US7US  |
| Alben in den Charts | DE2DE | AT2AT | CH1CH | UK19UK | US19US |

|                       | DE    | AT    | CH    | UK     | US     |
| --------------------- | ----- | ----- | ----- | ------ | ------ |
| Nummer-eins-Singles   | DE—DE | AT—AT | CH—CH | UK—UK  | US—US  |
| Top-10-Singles        | DE1DE | AT—AT | CH1CH | UK3UK  | US5US  |
| Singles in den Charts | DE5DE | AT2AT | CH3CH | UK32UK | US25US |

|                          | DE    | AT    | CH    | UK    | US    |
| ------------------------ | ----- | ----- | ----- | ----- | ----- |
| Nummer-eins-Videoalben   | DE—DE | AT—AT | CH—CH | UK—UK | US—US |
| Top-10-Videoalben        | DE—DE | AT—AT | CH—CH | UK1UK | US—US |
| Videoalben in den Charts | DE—DE | AT—AT | CH—CH | UK2UK | US—US |

### Auszeichnungen für Musikverkäufe
| Goldene Schallplatte - Europa - 1995: für das Album Songs - Irland - 2006: für das Album The Ultimate Luther Vandross - Japan - 1995: für die Single Endless Love - Kanada - 1991: für das Album Power of Love - 1997: für das Album Your Secret Love - 2004: für das Album Dance with My Father - Neuseeland - 1994: für das Album Songs - 1994: für die Single Endless Love - Vereinigte Staaten - 2021: für das Lied A House Is Not a Home - 2024: für das Lied The Closer I Get to You | Platin-Schallplatte - Australien - 1992: für die Single The Best Things in Life Are Free - 1994: für die Single Endless Love - Kanada - 1997: für das Album Songs 2× Platin-Schallplatte - Neuseeland - 2024: für die Single Never Too Much |

Anmerkung: Auszeichnungen in Ländern aus den Charttabellen bzw. Chartboxen sind in ebendiesen zu finden.
| Land/RegionAuszeichnungen für Musikverkäufe (Land/Region, Auszeichnungen, Verkäufe, Quellen) | Silber     | Gold       | Platin       | Verkäufe   | Quellen                       |
| -------------------------------------------------------------------------------------------- | ---------- | ---------- | ------------ | ---------- | ----------------------------- |
| Australien (ARIA)                                                                            | —          | —          | 2× Platin2   | 140.000    | aria.com.au                   |
| Europa (IFPI)                                                                                | —          | Gold1      | —            | (500.000)  | Einzelnachweise               |
| Irland (IRMA)                                                                                | —          | Gold1      | —            | 7.500      | irishcharts.ie                |
| Japan (RIAJ)                                                                                 | —          | Gold1      | —            | 50.000     | riaj.or.jp                    |
| Kanada (MC)                                                                                  | —          | 3× Gold3   | Platin1      | 250.000    | musiccanada.com               |
| Neuseeland (RMNZ)                                                                            | —          | 2× Gold2   | 2× Platin2   | 72.500     | aotearoamusiccharts.co.nz NZ2 |
| Vereinigte Staaten (RIAA)                                                                    | —          | 6× Gold6   | 32× Platin32 | 32.450.000 | riaa.com                      |
| Vereinigtes Königreich (BPI)                                                                 | 3× Silber3 | 8× Gold8   | 7× Platin7   | 4.470.000  | bpi.co.uk                     |
| Insgesamt                                                                                    | 3× Silber3 | 22× Gold22 | 44× Platin44 |            |                               |